# Victor-Lucien-Sulpice Leçot
Victor-Lucien-Sulpice Leçot (ur. 8 stycznia 1831 w Montescourt-Lizerolles, zm. 19 grudnia 1908 w Chambéry) – francuski duchowny katolicki, arcybiskup Bordeaux, kardynał

## Życiorys
Kształcił się w niższym seminarium w Compiègne, a następnie w wyższym seminarium w Beauvais. Święcenia kapłańskie otrzymał 24 czerwca 1855. Pracował jako nauczyciel w niższym seminarium w Dijon, a następnie od 1858 jako wikariusz parafii katedralnej w Beauvais. W latach 1872–1886 był proboszczem parafii św. Antoniego.
10 czerwca 1886 otrzymał nominację na biskupa Dijon. Sakry udzielił mu biskup Beauvais Joseph-Maxence Péronne. W 1890 przeniesiony na metropolię w Bordeaux. Trzy lata później otrzymał kapelusz kardynalski z tytułem prezbitera Santa Pudenziana. Brał udział w konklawe 1903. Pochowany w katedrze w Bordeaux.